# Демократичен съюз на българите
Демократичен съюз на българите (на сръбски: Демократски савез бугара) е политическа партия на българите в Сърбия, с председател Драголюб Иванчов. Седалището на партията е с адрес: гр. Босилеград, ул. „Маршал Тито“ № 15.

## История
Партията е основана през 1990 г., като Демократичен съюз на българите в Югославия (ДСБЮ) със седалище гр. Ниш, по-късно преименувана на Демократичен съюз на българите (ДСБ) със седалище гр. Босилеград.
През 2008 година партията има общински сборове в Босилеград, Цариброд, Сурдулица, Враня, Ниш, Нови Сад, а след изборите и в Белград.

## Позиция
Демократичния съюз на българите призовава властите в Сърбия и България, правозащитните организации, медиите и европейските институции да следят и реагират в случаите когато се нарушават правата на българското малцинство с цел насърчаване на процесите на демократизация и преодоляване на досегашната великосръбска политика на асимилация на българите в Западните покрайнини. Те изразяват загриженост и тревога от продължаващите натисци срещу длъжностни и други лица от българска народност, които настояват за прилагане на правата на българското малцинство в сферата на образованието, вероизповеданието, служебната употреба на българския език и писмо и свободна изява на българска принадлежност.

## Събития
През месец април 2010 година, с отворено писмо до медиите партията изразява несъгласие с позицията на Председателя на Народното Събрание Цецка Цачева за безусловна подкрепа на членството на Сърбия в ЕС.